# Parachutes (canción de Coldplay)
Parachutes, es la canción número 7 del álbum debut de Coldplay, Parachutes.
El álbum lleva su nombre debido a esta canción, sin embargo, se pensó en llamar al álbum Don't Panic, o Yellow, pero decidieron llamarla "Parachutes" (Paracaídas), debido a una metáfora para algo que te ayuda a estar seguro cuando estás en peligro.
Es, además, la canción más corta del álbum, con una duración de solamente 46 segundos.